# Bromelia agavifolia
Espèce
Classification phylogénétique
Bromelia agavifolia est une espèce de plantes à fleurs de la famille des Bromeliaceae. C'est une plante tropicale endémique du département français de la Guyane en Amérique du Sud.

## Synonymes
- Bromelia agavoides Carruth.[1] ;
- Karatas agavifolia (Brongn. ex Houllet) Devansaye[1].

## Distribution
L'espèce est endémique de la Guyane française en Amérique du Sud.

## Description
L'espèce est hémicryptophyte.